# 뉴욕예술원
뉴욕예술원은 문화예술 전문 예술원이다. 뉴욕예술원은 환경보호(탄소중립)을 실천 하여 왔다. 운영에 대한 전 과정을 디지털화 하여 종이나 기타 일회용품의 사용이 없다.